# Chinnikatti, Byadgi
Chinnikatti là một làng thuộc tehsil Byadgi, huyện Haveri, bang Karnataka, Ấn Độ.